# Bombningen af Domodedovo Internationale Lufthavn 2011
Bombningen af Domodedovo Internationale Lufthavn var en terroraktion gennemført 24. januar 2011 på Domodedovo Internationale Lufthavn 42 km sydøst for Moskva, Rusland. Selvmordsbomberne dræbte mindst 37 og sårede 170 hvoraf 86 måtte modtage hospitalsbehandling..
Eksplosionen ramte bagageområdet i lufthavnens internationale ankomsthal. Nogle rapporter har antydet, at eksplosionen var et selvmordsangreb. Efterforskere oplyser at eksplosionen var forårsaget af en "improviseret bombe fyldt med granatsplinter", svarende til mellem to og fem kilo TNT. Ruslands undersøgelsesleder har udtalt at eksplosionen var et terroristangreb. Efterforskerne fandt et mandligt hoved og mente det kunne være, en af selvmordsbomberne.